# Брайтенау (концентрационный лагерь)
Брайтенау (нем. Breitenau) — нацистский трудовой лагерь, созданный в июне 1933 года в Гуксгагене, в 15 километрах на юг от Касселя, на территории бывшего монастыря Брайтенау. За годы войны через этот лагерь прошли около 9 тысяч человек.

## История

### Бывший монастырь
Монастырь Брайтенау был основан в 1113 году, но во время реформации закрылся в 1528 году. Помещения монастыря использовались в качестве амбаров и конюшен. В течение Тридцатилетней войны здания были сильно разрушены. Начиная с 1874 года монастырь стал впервые использоваться как приют для бродяг и бездомных, а также в качестве исправительного учреждения для проституток и «сложной» молодёжи. С 1911 года одно из зданий бывшего монастыря стало тюрьмой.

### Концентрационный лагерь
После прихода национал-социалистов к власти в 1933 году по стране пошли массовые аресты оппозиционеров. Без суда и следствия их подолгу содержали в тюрьмах. Между июнем 1933 и мартом 1934 года в Брайтенау содержались 470 политических заключённых. В марте тюрьма была закрыта.
Между летом 1940 и концом войны в мае 1945 года тюрьма снова была введена в эксплуатацию. В этом лагере содержались провинившиеся рабочие, а также политические противники нацистской Германии и евреи. В течение двухмесячного содержания в трудовом лагере Брайтенау решалась судьба арестантов. «Исправленных» рабочих иногда отпускали на свободу, евреев же начиная с 1941 года депортировали на восток, где нацисты уничтожали их в лагерях смерти.